# Villers-Faucon
Villers-Faucon é uma comuna francesa na região administrativa de Altos da França, no departamento de Somme. Estende-se por uma área de 11,42 km². Em 2010 a comuna tinha 575 habitantes (densidade: 50,4 hab./km²).